# 엘바야드주

엘바야드주

엘바야드주(아랍어: ولاية البيض)는 알제리 북서부에 위치한 주로, 주도는 엘바야드이며 면적은 78,870km2, 인구는 262,187명(2008년 기준)이다.